# Gibichweiler
Gibichweiler ist eine Dorfwüstung im Unterelsass.

## Geografische Lage
Die geografische Lage des ehemaligen Dorfes ist nur ungefähr bekannt. Der Ort muss von Ingwiller aus gesehen flussaufwärts am Meisenbach gelegen haben.

## Geschichte
Das Dorf Gibichweiler gehörte im 13. Jahrhundert zunächst zum Amt Buchsweiler der Herrschaft Lichtenberg. Es war ein Lehen des Bischofs von Metz. Als das Amt aufgrund verschiedener Erwerbungen zu umfangreich wurde, wurde daraus 1330 das Amt Ingweiler ausgegliedert. Auch das Dorf Gibichweiler kam zum Amt Ingweiler. Um 1330 kam es zu einer ersten Landesteilung zwischen Johann II. von Lichtenberg, aus der älteren Linie des Hauses und Ludwig III. von Lichtenberg. Dabei fiel Gibichweiler in den Teil des Besitzes, der künftig von der älteren Linie verwaltet wurde.
Nach dem Tod des letzten Lichtenbergers, Graf Jakob, wurde die Herrschaft geteilt und das Amt Ingweiler fiel zunächst an Zweibrücken-Bitsch. Allerdings kam es 1570 zu einem weiteren Erbfall, der das Amt Ingweiler nun zur Grafschaft Hanau-Lichtenberg brachte. Noch im 16. Jahrhundert bestand Gibichweier, versumpfte aber zusehends und wurde von der Bevölkerung verlassen. Wann der Ort genau unterging, ist nicht bekannt.
Durch die Reunionspolitik Frankreichs fielen um 1680 die im Elsass gelegenen Teile der Grafschaft Hanau-Lichtenberg unter die Oberhoheit Frankreichs, so auch das Amt Ingweiler und die Gemarkung von Gibichweiler.
Im 18. Jahrhundert ist Gibichweiler nur noch als Wüstung nachgewiesen.